# Монастырь Поблет
Монастырь Поблет (кат. Reial Monestir de Santa Maria de Poblet) — цистерцианский монастырь, основанный в 1151 году. Один из крупнейших монастырей в Испании расположен в комарке Конка-де-Барбера в Каталония. Основан в долине реки Франколи Рамоном Беренгером IV, освободившим Каталонию от господства мавров.
Монастырь был первым из трёх родственных монастырей, образовывавших «цистерцианский треугольник», который помог собрать земли под Каталонией в XII веке (другие два — Сантес Креус и монастырь Вальбона де лес Монжес).
Монастырь вмещает в себя укреплённую королевскую резиденцию и пантеон королевского дома Арагона, начиная с Хайме I Арагонского.
Особый интерес представляют сводчатые галереи внутренних дворов (XII век) и королевская усыпальница (1359). Кроме того, в центре монастыря расположена церковь XII в, алебастровая заалтарная перегородка которой была создана Дамианом Форментом в 1527 году.
В 1835 году монастырь был заброшен, восстановлен лишь в 1930-х годах. 11 января 1963 года папа Иоанн XXIII присвоил собору монастыря Поблет звание малой базилики. Внесён в список Всемирного наследия ЮНЕСКО в 1991 году.

## В королевской усыпальнице похоронены короли Арагона
- Альфонсо II Целомудренный (1196)
- Хайме I (1276)
- Педро IV (1387)
- Хуан I (1396)
- Мартин I (1410)
- Фердинанд I Справедливый (1416)
- Альфонсо V Великодушный (1458)
- Хуан II (1479)